# Венжево (Олецький повіт)
Венжево (пол. Wężewo, нім. Eibenau; until: 1938: Wensöwen) — село в Польщі, у гміні Ковале-Олецьке Олецького повіту Вармінсько-Мазурського воєводства.
Населення — 159 осіб (2011).

## Демографія
Демографічна структура станом на 31 березня 2011 року:
|          | Загалом | Допрацездатний вік | Працездатний вік | Постпрацездатний вік |
| -------- | ------- | ------------------ | ---------------- | -------------------- |
| Чоловіки | 81      | 22                 | 55               | 4                    |
| Жінки    | 78      | 26                 | 44               | 8                    |
| Разом    | 159     | 48                 | 99               | 12                   |